# Nocte Obducta
Nocte Obducta (lat. geflügeltes Wort ‚unter dem Schleier der Nacht‘) ist eine deutsche Metal-Band.

## Geschichte

### Anfänge (1993–1998)
Die Band wurde 1993 in Mainz unter dem Namen Desîhra gegründet. Als Desîhra veröffentlichte sie kein Demo und trat auch nicht öffentlich auf, aber Teile des geschriebenen Materials wurden für spätere Nocte-Obducta-Lieder verwendet. Nachdem sich Desîhra 1995 auflöste, verblieben Marcel Breuer (Gesang, Gitarre), Magic (Gitarre) und Christoph Limbach (Schlagzeug). Benedict (Keyboard und Gesang) kam dazu und man benannte sich in Nocte Obducta um. Nach verschiedenen weiteren Besetzungswechseln in den nächsten Jahren nahmen sie in der Besetzung Marcel Breuer (Cüühn, Thâlsperre, ehemals Agathodaimon) Matthias Rodig (Age of Aggression, Necrorgasm, ehemals Agathodaimon), Torsten Hirsch (Agrypnie, ehemals Asaru, Area 51), Alex und Martin Wickler (Agathodaimon) 1998 das Demo Doch lächeln die blutleeren Lippen auf.

### Die ersten sieben Alben (1999–2005)
Die ersten vier Alben wurden bei Grind Syndicate Media und die drei Alben zwischen 2003 und 2006 bei Supreme Chaos Records veröffentlicht. Im Laufe der Zeit kam es immer wieder zu Problemen innerhalb der Band, welche zu weiteren Besetzungsänderungen führten. Marcel Breuer war als einziges Gründungsmitglied aus der Desîhra-Zeit konstant aktiv.

### Auflösung (2006–2010)
Am 17. Juni 2006 gab die Band bekannt, sich nach der Fertigstellung des achten Albums Sequenzen einer Wanderung aufzulösen. Als Grund für ihre Auflösung nannte die Band auf ihrer Homepage unter anderem die mangelnde Akzeptanz ihrer musikalischen Entwicklung und interne Probleme. In der Folge kam es auch zu Unstimmigkeiten mit der Plattenfirma und dem Produzenten, wodurch die Arbeiten am letzten Album bis auf weiteres unterbrochen wurden.
Die Band bestand in ihrer letzten Besetzung vor der Auflösung 2006 aus Torsten „der Unhold“ Hirsch (Gesang), Marcel „Traumschänder“ Breuer (Gesang, Gitarre), Stefan „Draghkar“ (Gitarre), Patrick Baumann (Bass), Sebastian „Flange“ Fürst (Keyboard) und Matthias „Matze“ Rodig (Schlagzeug).
Die Musiker waren oder sind seitdem – teilweise gemeinsam – in einer Reihe anderer Projekte aktiv. Torsten Hirsch gründete bereits vor der zwischenzeitlichen Auflösung von Nocte Obducta im Jahr 2004 die Band Agrypnie, in der zwischen 2008 und 2011 Patrick Baumann als Bassist ebenfalls aktiv war und für die Sebastian Fürst seit Juni 2012 als fester Keyboarder agiert. Marcel Breuer, Stefan und Matthias Rodig gründeten 2006 das zunächst als eine Art Nocte-Obducta-Nachfolge-Band geplante Projekt Dinner auf Uranos, wo auch der jetzige Nocte-Obducta-Bassist Heidig aktiv ist. Patrick Baumann gründete im gleichen Jahr sein Soloprojekt Melkor. Der ehemalige Schlagzeuger Matthias Rodig war bis 2008 bei Agathodaimon aktiv, spielte zwischenzeitlich für Odium und weiterhin für die Mainzer Doom-Metal-Band Necrorgasm sowie die Mainzer Thrash-Metal-Band Age of Aggression. Der ehemalige Bassist Martin „Sathonys“ Wickler spielt weiterhin bei Agathodaimon Gitarre. Marcel Breuer und Sebastian Fürst betreiben zusätzlich eine Reihe anderer Projekte, z. B. Thâlsperre und Cüühn.

### Wiedervereinigung (2010–heute)
Im Jahr 2009 kündigte die Band einen Nachfolger zum Album Schwarzmetall von 2001, unter Mitwirkung verschiedener Ex-Mitglieder, an. Das Album wurde im November 2011 unter dem Namen Verderbnis (Der Schnitter kratzt an jeder Tür) veröffentlicht. An der Aufnahme waren auch einige ehemalige Bandmitglieder beteiligt.
Im Jahr 2012 trat die Band u. a. auf dem Party.San- und dem Wolfszeit-Festival sowie auf dem Boarstream- und TNT Open Air auf. Des Weiteren nahm sie im November an der ersten Ausgabe des Stage Secrets Festivals in Oberhausen teil. Nach viermaliger Verschiebung erschien am 8. März 2013 das Album Umbriel (Das Schweigen zwischen den Sternen) ebenso wie die beiden vorangegangenen Alben beim vergleichsweise kleinen Label MDD Records. Es folgten eine Reihe Konzerte und Festivals (Summer Breeze, Extremefest, Ragnarök-Festival). Am 8. Juli 2016 erschien Mogontiacum – Nachdem die Nacht herabgesunken und am 26. Mai 2017 Totholz – Ein Raunen aus dem Klammwald. Im Dezember 2020, wegen Corona etwas verzögert, veröffentlichte die Band Irrlicht – Es schlägt dem Mond ein kaltes Herz. Anfang 2020 verließ der Schlagzeuger Matthias „Matze“ Rodig nach 23 Jahren die Band. Sie selber kommentierten das so „Es sei erwähnt, dass die Trennung von Matze im Guten erfolgte und keinerlei negativen Einfluss auf die jahrelange Freundschaft hatte.“ Sein Nachfolger ist Malte Schmidt.

## Stil
Die Zuordnung der Band zu einem bestimmten Genre ist umstritten. Nocte Obductas Stil wird oft als „Avantgarde Black Metal“ bezeichnet, da die Musik zwar stark vom Black Metal inspiriert ist, aber die Ideologie der Band davon abweicht; auf Seiten der Black-Metal-Szene stieß Nocte Obducta daher meist auf Ablehnung. Marcel Breuer lehnt die Bezeichnung „Avantgarde“ für seine Musik ab und ordnet sie dem Black Metal zu, sieht die Band aber nicht als Teil der Black-Metal-Szene. So schreibt er über das Lied Obsidian zu Pechstein:

„Wir kotzen uns hier in düsteren Szenarien ein wenig über die so genannte BM-Szene aus.“

Auf den frühen Alben dominierten die Blastbeat-Parts, jedoch mit vielen Breaks. Charakteristisch war der Kreischgesang Marcel Breuers. Ab der EP Stille setzte eine Stiländerung ein. Die Musik wurde avantgardistischer und es kamen Elemente aus weiteren Genres hinzu. Die Blastbeats, welche auf früheren Veröffentlichungen ein wichtiger Bestandteil waren, wurden fast gar nicht mehr eingesetzt, hinzu kam klarer Gesang. Nektar und Aschefrühling waren zwar wieder etwas härter, setzten den eingeschlagenen Stil aber fort. Auf Sequenzen einer Wanderung verschwanden die Metal-Anteile fast vollkommen. Auf dem Album befinden sich nur zwei sehr düstere Stücke von über 20 Minuten Länge mit nur spärlichem Gesang und Sprachsamples. Teilweise wurden Vergleiche mit den Genres Post-Rock und Art-Rock gezogen. Die Klangqualität der Veröffentlichungen ist gut, eine klangliche Ausnahme bildet das Album Schwarzmetall, welches an einem Wochenende aufgenommen wurde und einen rohen, für den frühen Black Metal typischen Demo-Klang hat und von einigen als Parodie auf die Szene gesehen wurde.
Die Liedtexte handeln unter anderem von Natur, Trauer und Tod, aber auch von persönlichen Erfahrungen und Erinnerungen. Sie sind in einem metaphernreichen Stil gehalten.
Die Mitglieder von Nocte Obducta stammen aus dem Punk-Umfeld und vertreten größtenteils linke Ansichten. Dennoch wurde die Band zeitweilig der rechtsextremen Szene zugeordnet, die Vorwürfe hielten sich jedoch nicht lange.

## Diskografie

### Alben
- 1999: Lethe – Gottverreckte Finsternis (Grind Syndicate Media)
- 2000: Taverne – In Schatten schäbiger Spelunken (Grind Syndicate Media)
- 2001: Schwarzmetall – Ein primitives Zwischenspiel (Grind Syndicate Media)
- 2002: Galgendämmerung – Von Nebel, Blut und Totgeburten (Grind Syndicate Media)
- 2003: Stille – Das nagende Schweigen (Supreme Chaos Records)
- 2004: Nektar – Teil I: Zwölf Monde, eine Hand voll Träume (Supreme Chaos Records)
- 2005: Nektar – Teil II: Seen, Flüsse, Tagebücher (Supreme Chaos Records)
- 2008: Sequenzen einer Wanderung (Supreme Chaos Records)
- 2011: Verderbnis – Der Schnitter kratzt an jeder Tür (MDD Records)
- 2013: Umbriel – Das Schweigen zwischen den Sternen (MDD Records)
- 2016: Mogontiacum – Nachdem die Nacht herabgesunken (MDD Records)
- 2017: Totholz – Ein Raunen aus dem Klammwald (MDD Records)
- 2020: Irrlicht – Es schlägt dem Mond ein kaltes Herz (Supreme Chaos Records)
- 2023: Karwoche: Die Sonne der Toten pulsiert (Supreme Chaos Records)
- 2024: Hammergeddon 666 (Supreme Chaos Records)

### Andere
- 1998: Doch lächeln die blutleeren Lippen / Begräbnisvermählung (Demo)
- 2002: Ein knöchernes Windspiel auf Wurzelgeister
- 2006: Aschefrühling (Single)